# François Antoine Marcucci
François Antoine Marcucci (Force, 27 novembre 1717 - Ascoli Piceno, 12 juillet 1798) est un ecclésiastique italien, évêque de Montalto, vicegérant du diocèse de Rome et fondateur des pieuses ouvrières de l’Immaculée Conception. Il est reconnu vénérable par Benoît XVI le 27 mars 2010.

## Biographie
Il naît dans une famille de la noblesse près d’Ascoli Piceno. À 18 ans, il fait vœu de chasteté perpétuel et veut se consacrer à Dieu. Un jésuite l'encourage dans le choix du sacerdoce mais le dissuade d’entrer dans l’ordre des minimes comme il le désire. Il effectue ensuite un pèlerinage à la sainte Maison de Lorette. Son père s'oppose d'abord à son projet car il est le seul héritier d'une famille de noble mais finit par donner son assentiment.  
En 1738, alors qu'il est séminariste, un prêtre qui lui fait connaître la spiritualité de François de Sales. Il est conquis par les écrits du saint qui veut faire comprendre que la sainteté est possible pour tout le monde, et publie en 1740 un ouvrage intitulé La vie commune traitant des œuvres de saint François de Sales. Ses premières lectures sont les vies des jésuites Paolo Segneri (1624-1694) et Antoine Baldinucci (1667-1717), qui avaient favorisé le renouvellement de la prière à travers l’utilisation d’un langage clair et compréhensible. En avril 1739, il assiste à une prédication de saint Léonard de Port-Maurice au cours d'une mission populaire à Ascoli. Ordonné prêtre le 25 février 1741, il intensifie la prédication des missions et, en juillet 1742, le pape Benoît XIV le nomme missionnaire apostolique.
Marcucci songe à créer une nouvelle congrégation religieuse dédiée à l'Immaculée Conception et vouée à l'instruction de la jeunesse. Le 23 novembre 1744, Tommaso Marana, évêque d'Ascoli lui donne l’autorisation de fonder le nouvel institut. Le 8 décembre 1744, quatre premières jeunes filles qui s’engagent dans la congrégation et une école est ouverte l'année suivante pour former et instruire les jeunes filles de toutes les classes sociales.
En 1770, le pape Clément XIV le nomme évêque de Montalto. Lors de son séjour à Rome pour sa consécration épiscopale, il se lie d’amitié avec saint Paul de la Croix. Il est sacré évêque par le cardinal Gian Francesco Albani le 15 août 1770 dans l'église San Salvatore in Lauro. Dès son arrivée dans le diocèse, il favorise la formation des prêtres et une bonne administration de biens matériels pour que ses diocésains, et particulièrement les plus pauvres, puissent en bénéficier. Il visite les localités rurales et montagneuses les plus éloignées et inaccessibles.
En 1774, il prépare un synode mais il est nommé vicerégent par le pape Clément XIV et doit partir pour Rome. Il exerce cette fonction tout en continuant à gouverner son diocèse. Pie VI, successeur de Clément XIV, le confirme dans son poste et le choisit comme conseiller et confesseur pendant son voyage à Vienne en 1782. Le même pape approuve la congrégation des pieuses ouvrières de l’Immaculée Conception. François Antoine Marcucci meurt le 12 juillet 1798 à Ascoli Piceno. Il est reconnu vénérable par Benoît XVI le 27 mars 2010.